# Ribeira do Cabo
Ribeira do Cabo é um curso de água português localizado no concelho de Santa Cruz das Flores, ilha das Flores, arquipélago dos Açores.
A Ribeira do Cabo tem origem a uma cota de altitude de cerca de 650 metros nas imediações da Lagoa da Lomba.
A sua bacia hidrográfica bastante extensa procede à drenagem de uma área apreciável que abrange parte a Lomba da Vaca, parte do Pico do Touro.
O seu curso de água é afluente da Ribeira da Cruz, onde se encontra com a Ribeira dos Algares e a Ribeira do Meio, seguindo depois para o Oceano Atlântico, depois de passar próximo do Miradouro da Montosa.
A foz da Ribeira da Cruz localiza-se entre a Fajã do Conde e Ponta de Fernando Jorge.